# José Bouchet
José Bouchet Blanco fue un pintor gallego nacido en Xanza, Valga, en 1848 según unas fuentes y en 1852 según otras, y fallecido en Buenos Aires en 1919.

## Trayectoria
Hijo de una gallega y un francés que había caído prisionero en la batalla de Ponte Sampaio (1809), José emigró con sus padres siendo niño a Argentina y fue allí discípulo del uruguayo Juan Manuel Blanes. 
En 1875 se nacionalizó argentino para poder optar a una beca del gobierno que le permitió estudiar en Florencia con Antonio Ciseri. 
Viajó a Francia, España, Cuba, México, Puerto Rico, Estados Unidos de América y Chile . 
De regreso a Argentina, se integró en la sociedad de artistas La colmena y en el Centro Gallego de Buenos Aires. Muchas de sus obras fueron publicadas en diversas ediciones del Almanaque Gallego, desde 1897  hasta 1917.
Entre sus obras destacan: La llegada de las carabelas a San Salvador, Tropas en el Chaco, La primera misa-fundación de Buenos Aires de D. Juan de Garay, El ejército de los Andes saliendo del Plumerillo, El fusilamiento de Liniers, La batalla de Salta, Un gaucho, Un "connaisseur" y varios retratos, como el del General Belgrano, Juárez Celman, Capdevilla, la señora Lavalle, Campos, Uriquiza y, en especial, el de Rosalía Castro de Murguía, realizado con motivo de los actos celebrados en su honor en Buenos Aires en 1897. 
Cuentan con pinturas de Bouchet, entre otras instituciones, la Diputación Provincial de A Coruña, el Museo Histórico Nacional de Argentina, el Museo Nacional de Bellas Artes de Argentina o el Museo Municipal de Bellas Artes Juan B. Castagnino de Rosario, así como diversas colecciones privadas de España y Latinoamérica.
|                                  |
| Rosalía Castro de Murguía, 1897. |

|                                          |
| Un "connaisseur" estudiando una pintura. |

|            |
| Un gaucho. |

|                                                                 |
| La primera misa-fundación de Buenos Aires por D. Juan de Garay. |

|                                                         |
| El ejército de los Andes saliendo del Plumerillo, 1901. |